# Hrvatski teatar Soli
Hrvatski teatar Soli je hrvatska kazališna ustanova iz Tuzle, BiH.
Udruženje građana Hrvatski teatar Soli Tuzla ima sjedište u Dom kulture bb, Husino. Prije 1990-ih i osamostaljenja demokratskih promjena ustanova se zvala Amatersko pozorište 16 August – Husino. 1990-ih su tuzlanski Hrvati preimenovali ustanovu u Hrvatski teatar Soli. Inicijator osnivanja i osnivač je Vlado Kerošević, bivši dekan Akademije dramskih umjetnosti u Tuzli, danas redoviti profesor na toj akademiji. Godine 2002. pri ovoj kazališnoj ustanovi osnovana je pozornica Teatar kabare Tuzla. Od 2003. teatar svake godine organizira festival akademskog kazališta TKT FEST.
Član Koordinacije hrvatskih i katoličkih udruga s područja Tuzlanske županije. Povremeno u ovoj kazališnoj kući glumačke uloge igra Nenad Tomić.